# Valère Van Sweevelt
Valère Vansweevelt (Kuringen, 15 april 1947) is een voormalig Belgisch wielrenner.
Prof van 1968 tot 1973, kwam in 1968 als nationaal kampioen bij de amateurs over naar de profs en stond te boek als een groot talent, wat hij in zijn eerste jaar direct waar wist te maken door onder andere Luik-Bastenaken-Luik te winnen. Hij kon echter nooit bevestigen en zou al in 1973 na zes jaar een punt achter zijn carrière zetten. 

## Belangrijkste resultaten
1968
- 1e Luik-Bastenaken-Luik
- 1e etappe 3 Paris-Nice
- 1 eetappe 4b Paris-Nice
- 1e etappe 3a Ronde van Romandië
- 2e Rund um den Henninger-Turm
- 2e Kampioenschap van Zürich

1969
- 3e Omloop Het Volk

## Resultaten in voornaamste wedstrijden
| Jaar | Ronde van Italië | Ronde van Frankrijk | Ronde van Spanje |
| ---- | ---------------- | ------------------- | ---------------- |
| 1968 |                  |                     |                  |
| 1969 |                  |                     |                  |
| 1970 |                  |                     |                  |
| 1972 |                  |                     | opgave           |

| Jaar | Milaan-San Remo | Gent-Wevelgem | Parijs-Roubaix | Amstel Gold Race | Luik-Bast.‑Luik | Kampioenschap van Zürich | Waalse Pijl | Omloop Het Volk |  | WK op de weg |  | Wereldranglijsten |
| ---- | --------------- | ------------- | -------------- | ---------------- | --------------- | ------------------------ | ----------- | --------------- |  | ------------ |  | ----------------- |
| 1968 | 12e             | 12e           |                |                  | ↑               | Zilver                   | 16e         |                 |  | opgave       |  | 16e (SPP)         |
| 1969 | 95e             | 6e            |                | 9e               |                 | 18e                      |             | Brons           |  |              |  |                   |
| 1970 |                 |               | 24e            |                  |                 |                          |             |                 |  |              |  |                   |
| 1972 |                 |               |                |                  |                 |                          |             |                 |  |              |  |                   |